# Paddy Schmidt

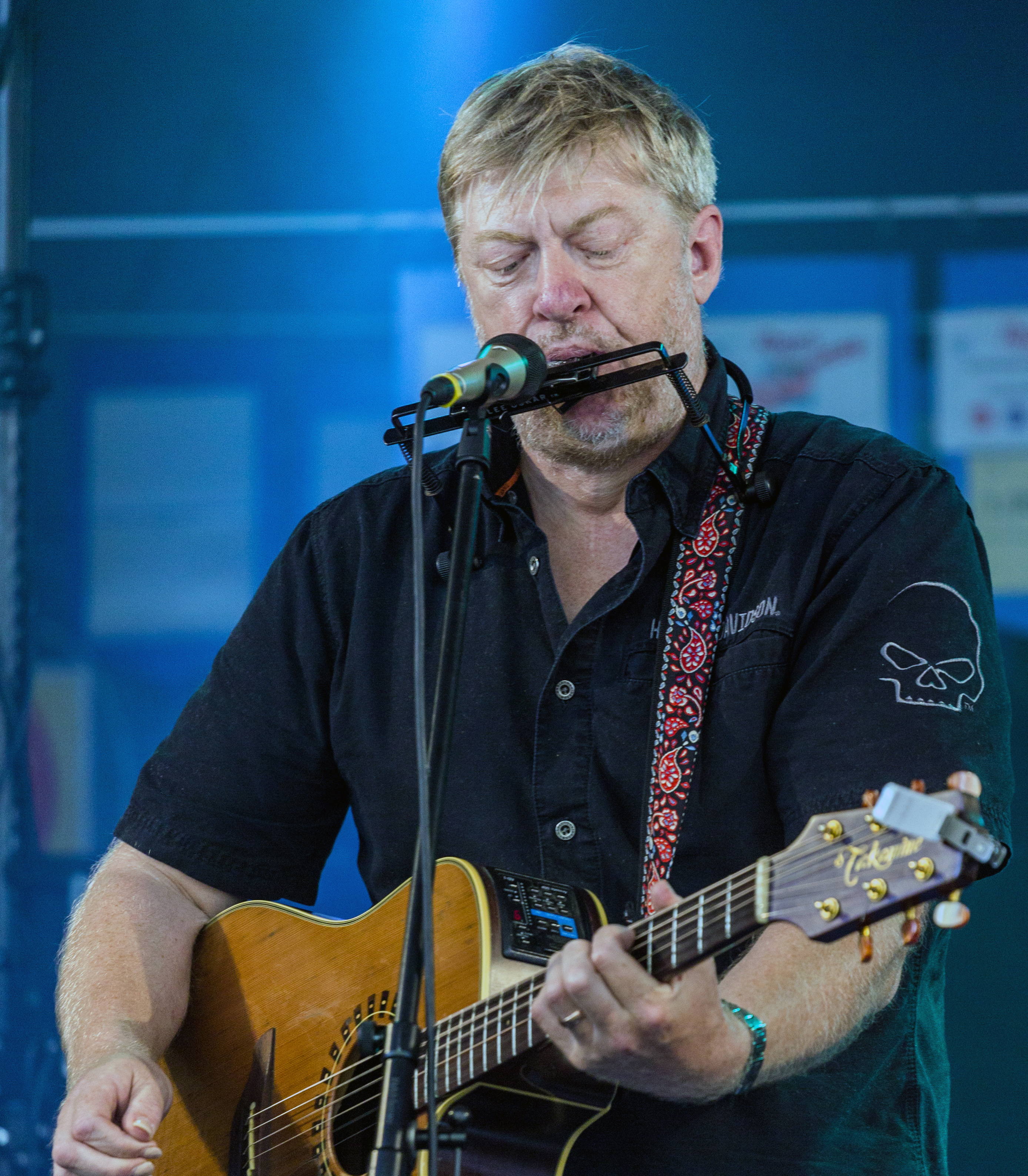
Paddy Schmidt – Sänger & Mundharmonikavirtuose von Paddy Goes to Holyhead

Paddy Schmidt (* 16. Februar 1963 in Detmold; bürgerlich Harald Kligge) ist ein deutscher Sänger, Entertainer, Instrumentalist und Songwriter. Er gilt als Kopf der Folk-Rock-Band Paddy Goes to Holyhead, die er 1988 gründete und 2001 für drei Jahre verließ, um sich seinem Soloprogramm zu widmen. Heute arbeitet Paddy Schmidt weitgehend autark an der Entwicklung seines Entertainment-Programms Celtic Continental Music. Der Folkmusiker wurde durch seine Interpretation der Keltischen Mundharmonika bekannt, die dem Spieler ermöglicht, mit neuen Techniken auch die schwierigen Passagen der schnellen und triolischen Ornamentik keltischer Musikwerke – besonders der Jigs und Reels – zu modulieren. Die Musik von Paddy Schmidt wird dem Irish Folk oder Celtic Folk zugeschrieben.
Seit dem 1. März 2005 ist Paddy Schmidt wieder der Kopf von Paddy Goes to Holyhead. Er ist mit über 250 Auftritten im Jahr europaweit abwechselnd solo und mit Band auf Tour.
2012 unternahm Paddy Schmidt gemeinsam mit dem Kusterdinger Andreas „Andrew“ Fridrich eine Motorradreise zum Nordkap nach Norwegen. Schmidt schrieb über diese Tour das Reisebuch Far Away – Mit der Harley zum Nordkap.

## Diskografie (Soloalben)
- 2000: Whiskey and Women
- 2004: Easter Red
- 2006: In Good Company (Live)

## Bücher
- 2013: Far Away (Mit der Harley zum Nordkap)